# 2006年の台風
2006年の台風（太平洋北西部で発生した熱帯低気圧）のデータ。

## 月別の台風発生数
| 1月 | 2月 | 3月 | 4月 | 5月 | 6月 | 7月 | 8月 | 9月 | 10月 | 11月 | 12月 | 年間 |
| --- | --- | --- | --- | --- | --- | --- | --- | --- | ---- | ---- | ---- | ---- |
|     |     |     |     | 1   | 1   | 3   | 7   | 3   | 4    | 2    | 2    | 23   |

## 「台風」に分類されている熱帯低気圧

### 台風1号（チャンチー）
200601・02W・カロイ

### 台風2号（ジェラワット）
200602・03W・ドメン

### 台風3号（イーウィニャ）
200603・04W・エスター

### 台風4号（ビリス）
200604・05W・フロリタ

### 台風5号（ケーミー）
200605・06W・グレンダ

### 台風6号（プラピルーン）
200606・07W・ヘンリー

### 台風7号（マリア）
200607・09W

### 台風8号（サオマイ）
200607・08W・フアン

### 台風9号（ボーファ）
200609・10W・インデイ

### 台風10号（ウーコン）
200610・11W

### 台風11号（ソナムー）
200611・12W・カトリング

### 台風12号（イオケ）
200612・01C

### 台風13号（サンサン）
200613・14W・ルイス

### 台風14号（ヤギ）
200614・16W

### 台風15号（シャンセン）
200615・18W・ミレニオ

### 台風16号（バビンカ）
200616・19W・ネネン
台風としてはそれほど発達しなかったが、この台風16号の影響で別の温帯低気圧が急速に発達し、日本列島に甚大な被害をもたらした。

### 台風17号（ルンビア）
200617・20W
この台風は温帯低気圧（台風16号を吸収した低気圧と同じ）に吸収されたが、台風を吸収したことにより温帯低気圧は発達し、爆弾低気圧となって日本列島に被害をもたらした。

### 台風18号（ソーリック）
200618・21W

### 台風19号（シマロン）
200619・22W・パイン

### 台風20号（チェービー）
200620・23W・クウィーニ

### 台風21号（ドリアン）
200621・24W・レミング

### 台風22号（ウトア）
200622・25W・セニアン

### 台風23号（チャーミー）
200623・26W・トマス

## 気象庁が「台風」に分類しなかった熱帯低気圧

### CMA Tropical Depression 03
- 強さ：TD（弱い熱帯低気圧）
- 発生期間：2006年7月3日−7月4日
- 最大風速：時速55km
- 最低気圧：998hPa
- 経路：海南省三亜の南部200kmで発生
- 被害：トンキン湾、広西チワン族自治区と、ベトナムの国境で地滑り

### Non-NMHS Tropical Depression
- 強さ：TD（弱い熱帯低気圧）
- 発生期間：2006年7月21日−7月22日
- 最大風速：時速45km
- 最低気圧：1,002hPa
- 経路：西沙諸島の南、約300kmで発生